# Victor Capesius
Victor Capesius (Szerdahely, 1907. február 7. – Göppingen, 1985. március 20.) háborús bűnös a második világháborúban, SS-Sturmbannführer (őrnagy), a dachaui (1943–1944) és az auschwitzi (1944-1945) koncentrációs táborok gyógyszerésze.

## Élete
Orvos és gyógyszerész házaspár gyermekeként született. Az elemi iskolát szülőhelyén, a gimnáziumot Nagyszebenben végezte. Gyógyszerészeti tanulmányait a kolozsvári egyetemen kezdte, és Bécsben folytatta, ahol 1933-ban szerzett oklevelet. 1934-től az IG Farben kereskedelmi ügynökeként az erdélyi orvosokat és gyógyszerészeket látogatta. A katonai szolgálatát a román hadseregben teljesítette, ahol szintén gyógyszerészként tevékenykedett, és kapitányi rangot szerzett.
Miután Románia csatlakozott a tengelyhatalmakhoz, egy német–román egyezmény alapján 1943-ban átkerült a Wehrmachthoz, és egészségügyi szolgálatot látott el Varsóban, Berlinben és Dachauban. Varsóban századosi rangban (SS-Hauptsturmführer) átkerült a Waffen-SS kötelékébe. 1944-től az auschwitzi koncentrációs táborba került gyógyszerészként. Itt Josef Mengele munkatársaként dolgozott, és részt vett a foglyok válogatásában. Az ő feladata volt a Zyklon–B adminisztrálása is. A közeledő szovjet hadsereg elől menekülve brit hadifogságba került. Kiszabadulva a stuttgarti műszaki főiskolán elektrotechnikát tanult, amíg egy auschwitzi túlélő fel nem ismerte. Ekkor az amerikaiak vették őrizetbe, de mivel semmit nem tudtak rábizonyítani, 1947. augusztusban szabadon bocsátották.
Ezt követően egy stuttgarti gyógyszertárban volt alkalmazott, majd a meggyilkoltak aranyfogaiból szerzett vagyonból 1950-ben önállósította magát, és Göppingenben működtetett gyógyszertárat. Utóbb Reutlingenben szépségszalont is nyitott.
1959-ben letartóztatták, és nyolc évet töltött vizsgálati fogságban. A frankfurti Auschwitz-perben 1965. augusztus 20-án nyolcezer rendbéli gyilkosságban való bűnrészességért kilenc év fegyházbüntetésre ítélték, de már 1968. januárban szabadon bocsátották. A továbbiakban a felesége nevére átíratott gyógyszertárban alkalmazottként dolgozott.
A kolozsvári népbíróságon 1946. május 22.–május 31. között lezajlott úgynevezett észak-erdélyi gettóperben távollétében halálra ítélték.